# Wilhelm Georg Friedrich Roscher
Wilhelm Georg Friedrich Roscher (Hanôver, 21 de outubro de 1817 — Leipzig, 4 de junho de 1894) foi um economista alemão que esteve na origem da Escola historicista alemã da Economia Política.

## Biografia
Estudou na Universidade de Göttingen e na Universidade Humboldt em Berlim. Obteve o grau de professor em Göttingen em 1844 e tornou-se professor na Universidade de Leipzig em 1848.
É bem possível que os conceitos básicos da Escola Histórica da Economia Política possam ser traçados, atribuídos a Roscher.
Seus princípios fundamentais se encontram e estão datados em seu escrito Grundriss zu Vorlesungen über die Staatswirtschaft nach geschichtlicher Methode (1843), mas não sem exibir vacilos… além do desafortunado contraste existente entre o método filosófico e o método histórico.
Mais tarde Roscher foi aumentado este pequeno estudo e o transformou em seu grande System der Volkswirthschaft, publicado em cinco volumes entre 1854 e 1894.

## Obras
- System der Volkswirthschaft, publicado entre 1854 e 1894: vol. i., Die Grundlagen der National Ökonomie, 1854 (traduzido ao inglês por JJ Lalor, Principles of Political Economy, Chicago, 1878); vol. ii., Die Nationalökonomik des Ackerbaues und der verwandten Urproduktionen, 1859; vol. iii., Die Nationalökonomik des Handels und Gewerbfleisses, 1881; vol. iv., System der Finanzwissenschaft, 1886; vol. v., System der Armenpfiege und Armenpolitik, 1894.
- Geschichte der Nationalökonomie in Deutschland, 1874
- publicou um comentário sobre a vida e obras de Tucídides, 1842.